# Arceuthobium divaricatum
Arceuthobium divaricatum es una especie de planta parásita perteneciente a la familia de las santaláceas. Es nativa del sudoeste de los Estados Unidos y Baja California, donde vive en los bosques como un parásito sobre varias especies de pinos, sobre todo Pinus edulis y Pinus monophylla. 

## Descripción
Es un pequeño arbusto que se ve como una red de escamas de color marrón o verdoso, con tallos de no más de 12 centímetros de largo que se extiende por encima de la corteza de su árbol anfitrión. La mayoría se encuentra dentro del árbol huésped, del que se alimenta, a través de haustorios, de agua y nutrientes. Las hojas están reducidas a escamas finas en su superficie. Es dioica, con plantas masculinas y femeninas que producen flores, respectivamente. El fruto es una baya pegajosa de unos pocos milímetros de largo, que explota para dispersar las semillas que contiene a varios metros de distancia de la planta madre y su árbol anfitrión.

## Taxonomía
Arceuthobium divaricatum fue descrita por George Engelmann y publicado en Report Upon United States Geographical Surveys West of the One Hundredth Meridian, in Charge of First Lieut. Geo. M. Wheeler... vol. 6, Botany 253–254, en el año 1878 [1879].
Sinonimia
- Arceuthobium campylopodum var. divaricatum (Engelm.) Jeps.
- Arceuthobium campylopodum f. divaricatum (Engelm.) L.S.Gill
- Razoumofskya divarcata (Engelm.) Coville[2]